# Paolo Galluzzi
Paolo Galluzzi (Firenze, 1942) è uno storico della scienza italiano.

## Biografia
È stato Direttore del Museo Galileo - Istituto e Museo di Storia della Scienza di Firenze dal 1982 al 2021 e Professore Ordinario di Storia della Scienza presso l'Università di Siena dal 1979 al 1994 e presso l'Università di Firenze dal 1994 al 2010. Dal 1991 al 2007 ha diretto Nuncius, rivista internazionale di storia della scienza. Ha fatto parte del Consiglio Nazionale dei Beni Culturali e Ambientali e siede nel consiglio scientifico di prestigiose riviste e istituzioni culturali italiane e straniere. 
È stato presidente del Comitato Scientifico Internazionale insediato dalla Fondazione Nobel di Stoccolma per realizzare il Nobel Museum; attualmente è presidente della Commissione per l'Edizione Nazionale dei manoscritti e dei disegni di Leonardo da Vinci e dell'Aggiornamento dell'Edizione Nazionale delle opere di Galileo Galilei. È membro dell'Accademia reale svedese delle scienze, dell'American Philosophical Society di Philadelphia e dell'Accademia Nazionale dei Lincei.
Le sue ricerche si sono concentrate su Leonardo da Vinci, sugli scienziati e gli ingegneri del Rinascimento, su Galileo e la sua Scuola, sulle accademie scientifiche europee, sulla storia degli strumenti scientifici, dei musei e del collezionismo tecnico-scientifico, sulla storiografia della scienza. Si è dedicato, inoltre, alla storia della ricerca scientifica nell'Italia post-unitaria e a progetti di organizzazione della ricerca e di diffusione della cultura scientifica.
Ha ideato molte mostre su temi storico-scientifici, allestite in Italia e all'estero, e sistemi informativi e applicazioni multimediali su temi di storia delle scienze e delle tecniche.

## Opere
Ha pubblicato numerose opere sui temi delle sue ricerche. Tra le più recenti: Tra atomi e indivisibili. La materia ambigua di Galileo, Firenze, Olschki, 2011, ISBN 9788822260888, e «Libertà di filosofare in naturalibus». I mondi paralleli di Cesi e Galileo, Roma, Accademia Nazionale dei Lincei, 2014, ISBN 9788821810923.
Ha diretto la Storia della Scienza Einaudi e concepito e diretto la serie editoriale della “Biblioteca della Scienza Italiana”. Ha inoltre curato i cataloghi delle molte mostre da lui ideate.